# Constellation Software
Constellation Software Inc. ist ein kanadisches diversifiziertes Softwareunternehmen mit Sitz in Toronto, Kanada. Constellation Software ist an der Toronto Stock Exchange notiert und ist ein Bestandteil des kanadischen Aktienindexes S&P/TSX 60.
Das Unternehmen wurde 1995 von Mark Leonard, einem ehemaligen Risikokapitalgeber, gegründet. Es ging 2006 an die Börse und beschäftigt heute 25.000 Mitarbeiter, verteilt auf sechs operative Einheiten: Volaris Group, Harris Computer Systems, Jonas Software, Vela Software, Perseus Operating Group, Total Specific Solutions.
Constellation Software und Volaris Group werden oft mit Berkshire Hathaway verglichen.

## Kerngeschäft
Das Kerngeschäft des Unternehmens besteht darin, Softwareunternehmen zu erwerben und diese dann langfristig zu halten. Es hat seit seiner Gründung über 500 Unternehmen erworben und ist in über 100 Ländern aktiv. Es konzentriert sich auf vertikale Softwareunternehmen (d. h. diejenigen, die Software für eine bestimmte Branche oder einen bestimmten Markt herstellen, im Gegensatz zur Entwicklung von Software, die für eine Vielzahl von Märkten verwendet werden kann). Die meisten seiner Akquisitionen sind relativ klein (für weniger als 5 Mio. USD), obwohl das Unternehmen angedeutet hat, dass es in Zukunft größere Akquisitionen verfolgen könnte. Im Januar 2018 erwarb Constellation beispielsweise ACCEO Solutions für 250 Mio. USD, die zweitgrößte Akquisition in ihrer Geschichte. Obwohl das Unternehmen mit dieser Strategie in der Vergangenheit großen Erfolg hatte (seine Aktie hat sich seit seinem Börsengang im Jahr 2006 um das 120-Fache erhöht), hat es in den letzten Jahren einen stärkeren Wettbewerb beim Erwerb von Unternehmen erlebt, insbesondere von Private Equity und Hedgefonds.

## Operative Einheiten

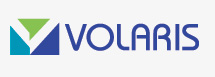
Logo von Volaris Group

Constellation Software hat sechs operative Einheiten:
- Volaris Group: fokussiert sich auf Akquisitionen von Unternehmen, die Software für diverse Märkte bzw. Branchen anbieten, inkl. Ernährung und Landwirtschaft, Sprachdienste, Einzelhandel, Ausbildung, Immobilienbewertung und -verwaltung. Per 2021 hat die Volaris Gruppe über 120 Softwareunternehmen in ihrem Portfolio. Es ist mit über 250 Büros in über 35 Ländern präsent[8], darunter in Deutschland, Österreich und Schweiz.[9]
- Harris Computer Systems: dient hauptsächlich dem öffentlichen Sektor, einschließlich Versorgungsunternehmen, Bildung und Gesundheitswesen. Die Gruppe hat 170 Akquisitionen getätigt.[10]
- Jonas Software: hat 70 Portfoliounternehmen, v. a. im Bereich Gastronomie und Baugewerbe.[11]
- Vela Software: betreibt mehrere Divisionen, konzentriert sich u. a. auf den Industriesektor, einschließlich Öl und Gas sowie Fertigung.[12]
- Perseus Operating Group: ist in einer Vielzahl von Branchen tätig, darunter Wohnungsbau, Zellstoff und Papier sowie Immobilien.
- Total Specific Solutions: fokussiert sich auf Softwareunternehmen in Europa. Total wurde im Dezember 2013 für 360 Mio. USD akquiriert.[13]

## Beteiligungen an Unternehmen aus Deutschland, Österreich und Schweiz
Ausgewählte Portfoliounternehmen aus DACH-Region
Volaris Group:
- 2022: Beteiligung an fmade GmbH[14]
- 2021: Beteiligung an purpleview GmbH[15]
- 2021: Beteiligung an Across Systems GmbH[16]
- 2021: Beteiligung an Macos Software AG[17]
- 2020: Beteiligung an Saatmann GmbH & Co. KG[18][19]
- 2020: Beteiligung an MOTIONDATA VECTOR Gruppe[20]
- 2019: Beteiligung an Infogate AG[21]
- 2018: Beteiligung an ASC Automotive Group[22]
- 2018: Beteiligung an Sicap Schweiz AG[23]
- 2017: Beteiligung an BBT Software AG[24][25][26]
- 2017: Beteiligung an SYSTEMTECHNIK GmbH[27][28]
- 2016: Beteiligung an AMIC GmbH[29]

Harris Computer Systems:
- 2021: Beteiligung an CRP Informationssysteme GmbH[30]
- 2019: Beteiligung an mquadr.at software engineering & consulting GmbH[31]

Vela Software:
- 2021: Beteiligung an FACTON GmbH[32]
- 2021: Beteiligung an BRZ Schweiz AG[33]

Total Specific Solutions:
- 2020: Beteiligung an DOBRICK + WAGNER SOFTWAREHOUSE GMBH[34][35]
- 2021: Beteiligung an isp-insoft Gesellschaft für Entwicklung und Vertrieb individueller Software mbH[36]
- 2021: Beteiligung an Datamed AG[37]

## Kritik
Im Jahr 2016 verklagte der Gründer von Innoprise Software Harris Computer Systems, weil Harris seine Software kostenlos zur Verfügung gestellt hatte, wodurch der Wert einer Umsatzbeteiligungsvereinbarung gefallen ist. Der Gründer und Vorsitzende von Constellation Software, Mark Leonard, hat sich zurückgehalten und nur wenige öffentliche Auftritte gemacht.
Mitte 2018 hat das Unternehmen seine vierteljährlichen Earnings Calls abgesagt, ein höchst ungewöhnlicher Schritt für ein börsennotiertes Unternehmen. Analysten vermuten, dass das Unternehmen diesen Schritt unternommen hat, weil es besorgt war, Informationen über potenzielle Übernahmen an seine Konkurrenten weiterzugeben.

## Unternehmensleitung
Die Unternehmensführung besteht aus folgenden Personen:
- Mark Leonard - Präsident
- Jamal Baksh - Chief Financial Officer
- Mark Miller - Director, CEO & COO
- Bernard Anzarouth - Chief Investment Officer
- Farley Noble - Senior Vice President